# Kim de Baat
Kim de Baat (Rotterdam, 29 mei 1991) was tot 2023 een professionele wielrenster. Ze werd geboren als Nederlandse, maar nam in 2015 de Belgische nationaliteit aan. Ze reed in 2013 voor Boels Dolmans, in 2014 voor Parkhotel Valkenburg, erna drie jaar voor Lensworld-Kuota en twee jaar voor Doltcini-Van Eyck Sport. In 2020 kwam ze uit voor Ciclotel en in 2021 voor Dubai Police.
In 2016 moest ze het voorjaar laten schieten door het herstel van een blindedarmoperatie. In 2021 werd ze voor het eerst geselecteerd voor het wereldkampioenschap, dat in eigen land plaatsvond.
In 2024 werd ze aangesteld als assistant bondscoach voor het vrouwenwielrennen bij Belgian Cycling. 
Kim de Baat is een dochter van Nita van Vliet, een zus van Arjen de Baat en een nicht van Teun van Vliet. 

## Palmares
2012
- Dwars door de Westhoek
- Parel van de Veluwe
- EK op de weg (onder 23)

2015
- Malderen

2020
- 2e etappe Dubai Women's Tour

2022
- Belgisch kampioenschap wielrennen

## Ploegen
- 2013 –  Boels Dolmans Cycling Team
- 2014 –  Parkhotel Valkenburg
- 2015 –  Lensworld.eu-Zannata
- 2016 –  Lensworld-Zannata
- 2017 –  Lensworld-Kuota
- 2018 –  Doltcini-Van Eyck Sport
- 2019 –  Doltcini-Van Eyck Sport
- 2020 –  Ciclotel
- 2021 –  Dubai Police Cycling Team
- 2022 –  Plantur-Pura
- 2023 –  Fenix-Deceuninck

Armitstead · Bras · Daams · De Baat · Kasper · Kessler · Martin · Rooijakkers · Trott · Van Wanroij · Visser
De Baat · De Boer · Eshuis · Van Gogh · Van den Hoek · Hoeksma · Markus · Otten · Peetoom · Post · Van de Ree · Rooijakkers · Slik · Soemanta · Tromp
Alvarado · Cant · Couzens · de Baat · De Wilde · Kastelijn · Kuijpers · Martins · Marturano · Pieterse · Schrempf · Schweinberger · Stiasny · Truyen · Van de Velde · van der Heijden · van Zuthem · Worst · Wright